# Kenneth H. Merten
Kenneth H. Merten, né en 1961, est un diplomate américain et l'ambassadeur des États-Unis en Bulgarie depuis avril 2023. Merten a occupé divers postes au Département d'État à partir de 1987, notamment comme ambassadeur en Haïti de 2009 à 2012, ambassadeur en Croatie de 2012 à 2015 et coordinateur spécial pour Haïti de 2015 à 2017.